# Henotesia loucoubensis
Henotesia loucoubensis är en fjärilsart som beskrevs av Saalmüller 1878. Henotesia loucoubensis ingår i släktet Henotesia och familjen praktfjärilar. Inga underarter finns listade i Catalogue of Life.